# Grad Conwy
Grad Conwy (velško Castell Conwy; valižanska izgovorjava: [kastɛɬ 'kɔnwɨ̞]) je utrdba v Conwyju, v severnem Walesu. Zgradil ga je Edvard I. Angleški med svojim osvajanjem Walesa med letoma 1283 in 1287. Skupna obramba, zgrajena kot del širšega projekta za ustvarjanje obzidanega mesta Conwy, je stala okoli 15.000 funtov, kar je ogromen znesek za to obdobje. V naslednjih nekaj stoletjih je grad igral pomembno vlogo v več vojnah. Prestal je obleganje Madog ap Llywelyna pozimi 1294–95, leta 1399 je služil kot začasno zatočišče za Riharda II., leta 1401 pa so ga več mesecev zadrževale sile, zveste Owainu Glyndŵrju.
Po izbruhu angleške državljanske vojne leta 1642 so grad držale sile, zveste Karlu I., ki so zdržale do leta 1646, ko se je predal parlamentarnim vojskam. Kasneje je parlament delno zanemarjal grad, da bi preprečil njegovo uporabo v nadaljnjem uporu, in je bil dokončno popolnoma uničen leta 1665, ko so njegovo preostalo železo in svinec odstranili in razprodali. Grad Conwy je v poznem 18. in zgodnjem 19. stoletju postal privlačna destinacija za slikarje. Število obiskovalcev je naraščalo in v drugi polovici 19. stoletja so bila izvedena začetna obnovitvena dela. V 21. stoletju porušeni grad upravlja Cadw kot turistično zanimivost.
UNESCO meni, da je Conwy eden izmed »najlepših primerov vojaške arhitekture poznega 13. in zgodnjega 14. stoletja v Evropi« in je uvrščen na seznam svetovne dediščine. Pravokotni grad je zgrajen iz lokalnega in uvoženega kamna in zaseda obalni greben, ki je prvotno gledal na pomembno prehodno točko čez reko Conwy. Razdeljen na notranji in zunanji oddelek, brani ga osem velikih stolpov in dva barbakana, z zadnjimi vrati, ki vodijo navzdol do reke, kar omogoča, da se grad oskrbuje z morja. Ohranja najzgodnejše ohranjene kamnite mašikule v Veliki Britaniji in tisto, kar je zgodovinar Jeremy Ashbee opisal kot »najbolje ohranjen apartma srednjeveških zasebnih kraljevih sob v Angliji in Walesu«. V skladu z drugimi edvardijanskimi gradovi v severnem Walesu je arhitektura Conwyja tesno povezana s tisto, ki so jo našli v Savoji v istem obdobju, vpliv verjetno izhaja iz savojskega izvora glavnega arhitekta Jakoba sv. Jurija.

## Zgodovina

### 13. stoletje
Preden so Angleži zgradili mesto Conwy, je na tem mestu stal cistercijanski samostan, opatija Aberconwy, ki so ga imeli radi valižanski knezi, pa tudi ena od palač (imenovana llys) valižanskih knezov. Iz Conwyja: »najstarejša stavba je del mestnega obzidja, na južnem koncu vzhodne strani. Tukaj je vgrajen v obzidje  stolp llys [palača/sodna hiša], ki je pripadala Llywelynu Velikemu in njegovemu vnuku Llywelynu ap Gruffyddu. Zgrajen na skalnem osamelcu, z apsidalnim stolpom, je klasična, domača, valižanska stavba in izstopa od ostalega mestnega obzidja zaradi prisotnosti štirih okenskih odprtin. Izvira iz zgodnjega 13. stoletja in je najpopolnejši ostanek katerega koli od Llyjev.«
Lokacija je nadzorovala tudi pomembno prehodno točko čez reko Conwy med obalnimi in celinskimi območji severnega Walesa, ki jo je dolga leta branil grad Deganwy. Angleški kralji in valižanski princi so se potegovali za nadzor nad regijo od leta 1070 in spopad se je nadaljeval v 13. stoletju, kar je vodilo do tega, da je Edvard I. med svojo vladavino leta 1282 drugič posredoval v severnem Walesu.
Edvard je vdrl z ogromno vojsko, ki je prodirala severno od Carmarthena in proti zahodu od Montgomeryja in Chesterja. Edvard je marca 1283 zavzel Aberconwy in se odločil, da bo ta lokacija predstavljala središče nove grofije: opatijo je preselil osem milj navzgor po dolini Conwy na novo mesto v Maenan, ustanovil opatijo Maenan in zgradil nov angleški grad z obzidjem na mestu nekdanjega samostana.. Porušeni grad Deganwy je bil zapuščen in nikoli več obnovljen. Edvardov načrt je bil kolonialni podvig in postavitev novega mesta in obzidja na tako visoko statusno avtohtono valižansko lokacijo. To je bilo delno simbolično dejanje za prikaz angleške moči.
Dela na izgradnji jarka okoli gradu Conwy so se začela v nekaj dneh po Edwardovi odločitvi. Delo je nadziral sir John Bonvillars in nadzoroval zidarski mojster Jakob iz sv. Jurija, prva faza dela med letoma 1283 in 1284 pa je bila osredotočena na ustvarjanje zunanjih sten in stolpov. V drugi fazi, od leta 1284 in 1286, so bile postavljene notranje stavbe, medtem ko so se začela dela na obzidju za sosednje mesto. Do leta 1287 je bil grad dokončan. Gradbeniki so za to nalogo zaposlili ogromno delavcev iz cele Anglije. Ob vsaki poletni gradbeni sezoni so se delavci zbrali v Chesterju in nato odšli v Wales. Edvardovi računovodje niso ločili stroškov mestnega obzidja od stroškov gradu, vendar je skupni strošek obeh projektov znašal približno 15.000 GBP, kar je bila velika vsota za tisto obdobje.
Grajski konstable je postal s kraljevo listino iz leta 1284 tudi župan novega mesta Conwy (še danes je župan ex-officio konstable gradu) in je nadzoroval grajsko garnizijo 30 vojakov, vključno s 15 samostrelci, ki so ga podpirali mizar, kaplan, kovač, inženir in kamnosek. Prvi stražar gradu je bil sir William de Cicon, ki je bil prej prvi stražar gradu Rhuddlan. Leta 1294 se je Madog ap Llywelyn uprl angleški oblasti. Edvarda so pri Conwyju oblegali Valižani med decembrom in januarjem 1295, oskrbovali so ga le po morju, preden so februarja prispele sile, ki so ga zamenjale. Kronist Walter iz Guisborougha je predlagal, da glede na stroge razmere Edvard ni hotel piti svoje zasebne zaloge vina in ga je namesto tega dal razdeliti med garnizijo. Nekaj let zatem je bil grad glavna rezidenca za obiske višjih osebnosti in je leta 1301 gostil Edvardovega sina, bodočega Edvarda II., ko je obiskal regijo, da bi prejel poklon od valižanskih voditeljev.

### 14.–15. stoletja
Grad Conwy v zgodnjem 14. stoletju ni bil dobro vzdrževan in do leta 1321 je raziskava poročala, da je bil slabo opremljen in da je trpel zaradi puščajočih streh in gnilega lesa. Te težave so trajale, dokler Edvard Črni princ, leta 1343 ni prevzel nadzora nad gradom. Sir John Weston, njegov komornik, je izvedel popravila in zgradil nove kamnite podporne oboke za veliko dvorano in druge dele gradu. Po smrti Črnega princa pa je bil Conwy ponovno zanemarjen.
Konec 14. stoletja je grad uporabljal kot zatočišče Rihard II. pred silami svojega tekmeca Henrika Bolingbroka. 12. avgusta 1399 se je Rihard po vrnitvi z Irske odpravil na grad, kjer se je srečal z Bolingbrokovim odposlancem, Henrikom Percyjem, na pogajanja. Percy je v kapeli prisegel, da ne bo škodoval kralju. 19. avgusta se je Richard predal Percyju v gradu Flint in obljubil, da bo abdiciral, če mu bo prihranjeno življenje. Kralja so nato odpeljali v London in je kasneje umrl v ujetništvu na gradu Pontefract.
Henrik Bolingbroke je leta 1400 zasedel angleški prestol in vladal kot Henrik IV., vendar je kmalu zatem v severnem Walesu izbruhnil upor pod vodstvom Owaina Glyndŵrja. Marca 1401 sta Rhys ap Tudur in njegov brat Gwilym, bratranca Owaina Glyndŵrja, izvedla nenaden napad na grad Conwy. Pretvarjajoč se, da sta tesarja, ki popravljata grad, sta vstopila, ubila dva dežurna stražarja in prevzela nadzor nad trdnjavo. Valižanski uporniki so nato napadli in zavzeli preostali del obdanega mesta. Bratje so zdržali približno tri mesece, preden so se pogajali o predaji; kot del tega sporazuma je par dobil kraljevo pomilostitev s strani Henrika.
Med vojno dveh rož med letoma 1455 in 1485, v kateri sta se borili nasprotujoči si frakciji Lancastrov in Yorkov, je bil Conwy okrepljen, vendar je igral le malo vlogo v bojih. Henrik VIII. Angleški je v 1520-ih in 1530-ih izvedel obnovitvena dela, v tem času pa so grad uporabljali kot zapor, skladišče in kot potencialno bivališče za obiskovalce.

### 17.–21. stoletja
Grad Conwy je v začetku 17. stoletja spet propadel. Karel I. ga je leta 1627 prodal Edwardu Conwayu za 100 funtov, Edwardov sin, imenovan tudi Edward, pa je podedoval ruševine leta 1631. Leta 1642 je izbruhnila angleška državljanska vojna med Karlovimi rojalističnimi podporniki in parlamentom. John Williams, yorški nadškof, je prevzel grad v imenu kralja in se lotil popravila in garnizije na lastne stroške. Leta 1645 je bil sir John Owen imenovan za guvernerja gradu, kar je povzročilo hud spor med obema možema. Nadškof je prebegnil v parlament, mesto Conwy je padlo avgusta 1646 in novembra je general Thomas Mytton po obsežnem obleganju končno zavzel sam grad. Družina Trevor je zaprosila Myttona za vrnitev posesti v gradu, ki so jo posodili nadškofu.
Po obleganju je bil za guvernerja gradu imenovan polkovnik John Carter in izvedena so bila nova popravila. Leta 1655 je Državni svet, ki ga je imenoval parlament, ukazal, da se grad zanemarja ali izključi iz vojaške uporabe: stolp Bakehouse je bil verjetno namerno delno podrt v tem času kot del zaničevanja. Z obnovo Karla II. leta 1660 je bil Conway vrnjen Edwardu Conwayu, grofu Conwayskemu, in pet let pozneje se je Edward odločil, da bo z gradu odstranil preostalo železo in svinec ter ga prodal. Delo je bilo dokončano pod nadzorom nadzornika Edwarda Conwaya Williama Milwarda, kljub nasprotovanju vodilnih meščanov Conwyja in je grad spremenilo v popolno ruševino.
Do konca 18. stoletja so ruševine veljale za slikovite in vzvišene ter privabljale obiskovalce in umetnike, poslikave gradu pa so naredili Thomas Girtin, Moses Griffith, Julius Caesar Ibbetson, Paul Sandby in J. M. W. Turner. V 19. stoletju je bilo čez reko Conwy zgrajenih več mostov, ki povezujejo mesto in Llandudno, vključno s cestnim mostom leta 1826 in železniškim mostom leta 1848. Ti so izboljšali komunikacijske povezave z gradom in dodatno povečali število turistov. Leta 1865 je grad Conwy prešel izpod rok družine Holland, ki ga je dala v najem od potomcev Conwayevih, v roke civilnemu vodstvu mesta Conwy. Nato so se začela obnovitvena dela na ruševinah, vključno z obnovo poškodovanega stolpa Bakehouse. Leta 1953 je bil grad dano v najem Ministrstvu za dela in Arnold Taylor se je lotil številnih popravil in obsežnih raziskav zgodovine gradu. Leta 1958 je bil do gradu zgrajen dodatni cestni most. Že zaščiten kot spomenik, leta 1986 pa je bil tudi razglašen za del svetovne dediščine Gradovi in mestno obzidje kralja Edvarda v Gwynedu.
V 21. stoletju z gradom upravlja Cadw kot turistično atrakcijo in leta 2010 ga je obiskalo 186.897 turistov; leta 2012 je bil odprt nov center za obiskovalce. Grad zahteva stalno vzdrževanje in popravila so v proračunskem letu 2002–2003 stala 30.000 GBP..
Grad Conwy je bil pobraten z gradom Himedži v prefekturi Hjogo na Japonskem na uradni slovesnosti v Himedžiju 29. oktobra 2019.
Decembra 2023 je Condé Nast grad izglasoval za najbolj osupljivega v Evropi, tako da je premagal Eilean Donan na Škotskem in samostan Kylemore na Irskem.

## Arhitektura
Grad objema skalnat obalni greben iz sivega peščenjaka in apnenca, velik del kamna iz gradu pa je večinoma vzet s samega grebena, verjetno ob prvem čiščenju mesta. Lokalni kamen pa ni bil dovolj kakovosten, da bi ga uporabili za klesanje detajlov, kot so okna, zato so peščenjak pripeljali s polotoka Creuddyn, Chester in Wirral. Ta peščenjak je bil bolj barvit kot lokalni sivi kamen in je bil verjetno namerno izbran zaradi svojega videza.
Grad ima pravokoten tloris in je razdeljen na notranji in zunanji oddelek, ločen s prečnim obzidjem, s štirimi velikimi, 21 m visokimi stolpi na vsaki strani; prvotno naj bi bil grad pobeljen z apnenim ometom. Na zunanji strani stolpov so še vedno luknje iz prvotne konstrukcije, kamor je bil vstavljen les, da so ustvarili spiralno rampo za gradbenike. Čeprav so zdaj nekoliko propadle, je bilo obzidje prvotno opremljeno s trojnimi zaključnimi zasnovami in zaporedjem kvadratnih lukenj, ki so potekale vzdolž zunanje strani sten. Ni jasno, za kaj so bile te luknje uporabljene – morda so bile drenažne luknje, podpore za obrambne kopice ali za razstavljanje okrasnih ščitov.
Glavni vhod v grad je skozi zahodni barbakan, zunanjo obrambo pred glavnimi vrati. Ko je bil prvič zgrajen, je bil barbakan dosežen čez dvižni most in zidano klančino, ki se je ostro dvigala iz mesta spodaj; moderna pot seka proti vzhodu vzdolž zunanje strani obzidja. Barbakan ima najzgodnejše ohranjene kamnite mašikole v Veliki Britaniji, in vrata naj bi bila prvotno zaščitena z dvižnimi vrati.
Vrata vodijo do zunanjega oddelka, ki bi bil, ko je bil prvič zgrajen, poln različnih upravnih in servisnih stavb. Do severozahodnega stolpa se je prišlo skozi vratarsko hišo in je vseboval omejeno bivališče in prostor za trgovine. Jugozahodni stolp je morda uporabljal bodisi grajski oskrbnik bodisi grajska garnizija, v njem pa je bila tudi pekarna. Na južni strani oddelka je niz stavb, ki so vključevale veliko dvorano in kapelo, ki ležita na vrhu kleti, ki so zdaj vidne. Še vedno je mogoče videti škrbine in en ohranjen kamnit lok iz 1340-ih. Za veliko dvorano je bil stolp, ki ga je uporabljal stražar za pridržanje ujetnikov; to je vključevalo posebno sobo za zadrževanje jetnikov, ki so jo v 16. stoletju imenovali dettors chambre ('soba za dolžnike'), in podzemno ječo. Na severni strani oddelka je bila vrsta servisnih stavb, vključno s kuhinjo, pivovarno in pekarno, podprto s kuhinjskim stolpom, ki je vseboval nastanitev in shrambe.
Notranji oddelek je bil prvotno ločen od zunanjega z notranjim obzidjem, dvižnim mostom in vrati, zaščitenimi z jarkom, vsekanim v skalo. Jarek so v 16. stoletju zasuli in dvižni most odstranili. Grajski vodnjak, ki ga napaja izvir, zgrajen ob vratih, je ostal in je danes globok 28 m. V notranjosti oddelka so bili prostori za kraljevo gospodinjstvo, njihovo neposredno osebje in storitvene prostore; danes jih zgodovinar Jeremy Ashbee meni, da so »najbolje ohranjen apartma srednjeveških zasebnih kraljevih dvoran v Angliji in Walesu«. Zasnovane so bile tako, da tvorijo kraljevo palačo v malem, ki bi jo lahko po potrebi ločili od preostalega gradu in jo skoraj neomejeno oskrbovali z vzhodnih vrat po morju, čeprav jih je kraljeva družina v praksi redko uporabljala.
Kraljeve sobe so bile postavljene v prvem nadstropju kot vrsta stavb, ki so potekale okoli zunanjega dela oddelka in gledale na dvorišče. Štirje stolpi, ki so ščitili notranji oddelek, so vsebovali servisne objekte, pri čemer je en stolp vseboval zasebno kraljevo kapelo. Vsak stolp ima dodaten stražarski stolp, verjetno namenjen tako varnosti kot omogočanju vidnega izobešanja kraljeve zastave. Ureditev je bila prvotno podobna ureditvi Gloriette iz 13. stoletja na gradu Corfe in je zagotavljala kombinacijo zasebnosti za kralja, obenem pa obsežno osebno varnost. Oba sklopa stanovanj sta bila kasneje združena v eno samo sobo, vključno z veliko sobo, zunanjo sobo in notranjo sobo.
Na vzhodni strani notranjega oddelka je še en barbakan, ki oklepa grajski vrt. Kraljevi apartmaji so ga spregledali in se je z leti spremenil v slogu: v zgodnjem 14. stoletju je bila trata, v poznem 14. stoletju vinska trta, v 16. stoletju jablane in trata ter v 17. stoletju formalno okrasno cvetje. Zadnja vrata so prvotno vodila navzdol do reke, kjer je bil zgrajen majhen dok, ki je ključnim obiskovalcem omogočal zasebni vstop v grad in oskrbo trdnjave s čolnom, čeprav so ta vrata zdaj skrita s poznejšimi mostovi, zgrajenimi na tem mestu.
Arhitektura Conwyja je zelo podobna arhitekturi grofije Savoy v istem obdobju. Ti vključujejo sloge oken, vrsto nazobčanja, uporabljenega na stolpih, in pozicioniranje strelnic, običajno pa jih pripisujejo vplivu savojskega arhitekta mojstra Jakoba. Zlasti trije merloni z vrhovi so značilnost savojskega gradu Castello San Giorio di Susa, ki ga je obiskal Edvard, ko se je leta 1273 vračal s križarske vojne.

## Grajski nadzornik
Uradne vloge konstablea so bile - guverner gradu, guverner utrjenega okrožja, oskrbnik grajske ječe (zapora), župan (latinsko: ex officio) in izredne dolžnosti.
Leta 1283 je bilo zabeleženo, da je imel grad garnizijo: 30 mož (latinsko Homines defensabiles), 15 samostrelcev (latinsko Baslistarii), 1 nadzornika za orožje (latinsko Attilliator), 1 kaplana (latinsko Capellanus), 1 Kamnoseški zidar (latinsko Cementarius), 1 tesar (latinsko Carpentarius), 1 obrtnik (latinsko ex officio), 10 prebivalcev (latinsko Residuum), William De Sikun je bil nadzornik z letno pristojbino 190 GBP (kar ustreza 200.000 GBP leta 2021).